# アダルトモデル
アダルトモデルは、性的嗜好向けのモデルの総称。ポルノスターの一種。その範囲は、セミヌードから性行為を伴うものまで幅広い。広義にはグラビアアイドル、グラビアモデルの一部も含まれる場合もあるが、一般的にはヌードモデルを主体とするモデル群を指す用語として使われることが多い。

## 概要
アダルトモデルの多くは女性である。世界的に有名なモデルとしては、米国の雑誌『PLAYBOY』におけるプレイメイトや『ペントハウス』『ハスラー』におけるヌード・モデル、英国の新聞『ザ・サン』におけるページ・スリー・ガールがあり、前者は全裸、後者はトップレスでのモデル業務である。
ただし、ボンデージ・モデルや日本の着エロモデルのように、セクシーであれば、必ずしもモデルが裸体を見せるものばかりではない。また逆にハードコア媒体では、本番行為を撮影した写真も含まれる。
また、日本におけるヘアヌード写真集は、ポルノグラフィとは異なる場合が多い。これは「芸術である」との建前で、検挙回避も考慮した歴史によるものだが、「アダルト」といっても必ずしも猥褻なものばかりではないという例である。ハードコアのアダルトモデルは、日本においてはAV女優など類似業務と兼務していることも多いが、グラビアアイドルや女優等、他業種からアダルトモデルへ進出する例も少なくない。
日本においては90年代前半に起こったヘアヌードブームも俳優やタレントが被写体となったものである。

## 主なモデル
（日本国外）
- パメラ・アンダーソン
- ニッキー・アンダーソン
- アメリ (ヌードモデル)
- カースティン・イムリ
- テイラー・ウェイン
- ダイアナ・ヴァン・ラー
- マーク・ウォルフ
- ヴィッキー・ヴェット
- オーガスト・エイムズ
- カツニ
- クリスティーン・キーラー
- リディア・クラスナルジェヴァ
- シルビア・クリステル
- キャロライン・コッシー
- カイラ・コール
- ヤナ・コヴァ
- セクシー・コーラ
- サブリナ・サトウ
- サンドラ (モデル)
- ジャスミン・シンクレア
- シュターッレル・イロナ
- カーチャ・シドレンコ
- リディア・ショーン
- ヴィクトリア・シルヴステッド
- アリアナ・シン
- アデル・スティーブンス
- ティナ・スモール
- ヴィクトリア・ズドロック
- ドロシー・ストラットン
- ブリトニー・スプリング
- セレン
- シルヴィア・セイント
- レナ・ソーダバーグ
- エヴァ・ソネット
- ナタリア・ソコロワ (モデル)
- ウッシー・ディガード
- シャノン・トゥイード
- アネット・ドーン
- エマ・ニクソン
- ジェイド・ニコル
- ユーリア・ノーバ
- ケイ・パーカー
- ハンナ・ハーパー
- エリカ・ミッシェル・バレ
- シルヴィア・パツラ
- ケリー・ハヴェル
- ルーシー・ピンダー
- サマンサ・フォックス
- ケイティ・フェイ
- ブリット・フレドリクセン
- ロロ・フェラーリ
- ジャスミン・ブラック
- アリーナ・プルガル
- ブルック・ベリー
- モアナ・ポッツィ
- ビアンカ・ボーシャン
- ズデンカ・ポドカポーバ
- ケリー・マリー
- リンゼイ・ドーン・マッケンジー
- ゲイル・マッケンナ
- アダ・マウロ
- ツェリーナ・マイ
- サリー・マーシュ
- リリアン・ミューラー
- ローナ・モーガン
- イーダ・ヤングビスト
- グレース・ラム
- ドリー・リード
- クリスチーナ・リンドバーグ
- ルーシー・リー
- リヴ・リンデランド
- リズ・ハニー
- フェルナンダ・ルビオ
- サニー・レオーネ
- アンカ・ロメンスキー
- チャンタ・ローズ
- ラタヤ・ロックス

（日本国内）
- 愛須心亜
- 阿井原すみれ
- 藍山みなみ
- 秋乃桜子
- 麻丘実希
- 麻田かおり
- 麻田奈美
- 麻田華子
- 浅野愛子
- 朝比奈順子
- 浅見レナ
- 有栖花あか
- 麻生ひろみ
- 安達有里
- 天元琴音
- 綾瀬麻理
- 荒井美恵子
- ANRI
- 飯村いづみ
- 生田依子
- 石川萌
- 石原真理
- 板谷祐三子
- 伊東佐知子
- 伊東美華
- 稲田千花
- 稲森美優
- 井上尚子
- 井上晴美
- 今井メロ
- 兎丸愛美
- 浦西真理子
- 海野けい子
- 江口ナオ
- 江口真樹
- 遠藤賀子
- オオシマ・ヒロミ
- 大谷麻衣
- 大竹一重
- 大原麻琴
- 大村渓
- 緒方友莉奈
- 小沢なつき
- 小野砂織
- 神楽坂恵
- 風野舞子
- 梶原亜紀
- 片山萌美
- かでなれおん
- 角松かのり
- 金井あや
- 金子智美（元AKB48）
- 架乃ゆら
- 河合あすか
- 河合美果
- 菅野美寿紀
- 菅野美穂
- 北川あかね
- 喜多嶋舞
- 木村衣里
- 桐谷まつり
- 草野綾
- 倉橋のぞみ
- 黒沢あすか
- 国舞亜矢
- 心有花
- 小島可奈子
- 後藤麻衣
- 小林梓
- 小林ユリ
- 小原徳子
- 小松千春
- 小松みゆき
- 小湊よつ葉（元フェアリーズ）
- 小峰佳世
- 小向美奈子
- 斉藤美保
- 三枝実央
- 坂上香織
- 桜井まり
- 桜井美代子
- 桜木梨奈
- 佐々木心音
- さとう樹菜子
- さとう珠緒
- 佐藤寛子
- 沢木涼子
- 沢田奈緒美
- 沢田夏子
- 志恩まこ
- 嶋村かおり
- 清水楓
- 祥子
- 庄司ゆうこ
- 白石さおり
- 白鳥智恵子
- 白井夏
- 白峰ミウ
- 進藤七枝
- 新藤まなみ
- 秦由圭
- 染谷有香
- 平沙織
- 高尾美有
- 滝島梓
- 武田久美子
- 橘メアリー
- 田中みお
- 田中玲那
- 田畑智子
- 壇蜜
- 千葉一二三
- 美らかのん
- 手束真知子（元SKE48）
- 寺嶋早紀
- 永井すみれ
- 永岡怜子
- 長瀬麻美
- 永瀬みなも
- 仲谷かおり
- 中原翔子
- 中村聖奈
- 中村通代
- 中村みづほ
- 中森あきない
- 夏生ゆうな
- 夏川みすず
- 夏目ナナ
- 成瀬理沙（元AKB48）
- 西尾悦子
- 西本はるか（パイレーツ）
- のはら歩
- 野本美穂
- 葉月シュリ
- 花咲まゆ
- 花宮あみ
- 濱田のり子
- 原久美子
- 原紗央莉
- 春野恵
- 日南響子
- 福田明日香（元モーニング娘。）
- 藤川のぞみ
- フラワー・メグ
- 星ようこ
- 星野かおり
- 星野陽子
- 細川ふみえ
- 前島かおり
- 前田美里
- 街山みほ
- 松尾嘉代
- 松川ナミ
- 松坂南
- 松田いちほ
- 間宮沙希子
- 真弓倫子
- 丸純子
- 三浦敦子
- 三浦綺音
- 三浦ふみこ
- 三上悠亜（元SKE48）
- Miko
- 岬愛奈
- 水谷ケイ
- 宮内知美
- 向井藍
- 最上ゆら
- 森月未向
- 盛本真理子
- 八木さおり
- 八掛うみ
- 矢吹春奈
- やまぐちりこ
- 大和姫呂未
- 山本リンダ
- 楊思敏
- 夕樹七瀬
- 横須賀昌美
- 吉野公佳
- 吉行由実
- ルキノ
- レオナ
- 若林志穂
- 和田絵梨奈
- 渡辺万美
- 渡辺由架